# Prayopavesa
Prayopavesa (Sanscrito प्रायोपवेशनम्, letteralmente deciso a morire attraverso il digiuno) è una pratica nell'Induismo che denota il suicidio con il digiuno di una persona, che non ha più desiderio o ambizione e nessuna responsabilità. È anche consentito in caso di malattia terminale o grave disabilità. Una pratica simile esiste nel Giainismo, chiamato Santhara.

## Esempi
Fu quando il re Parikshit stava osservando Prayopavesa, che il Bhagavata Purana gli fu narrato dal saggio kauka, figlio di Vyasa. Nel 1982, Acharya Vinoba Bhave (successore spirituale del Mahatma Gandhi) morì di Prayopavesa. Nel novembre 2001, Satguru Sivaya Subramuniyaswami si è sottoposto a Prayopavesa. A Subramuniyaswami è stato diagnosticato un cancro intestinale terminale. In seguito morì il 32º giorno del suo digiuno.